# Российско-марокканские отношения
Российско-марокканские отношения — двусторонние дипломатические отношения между Россией и Марокко.

## История

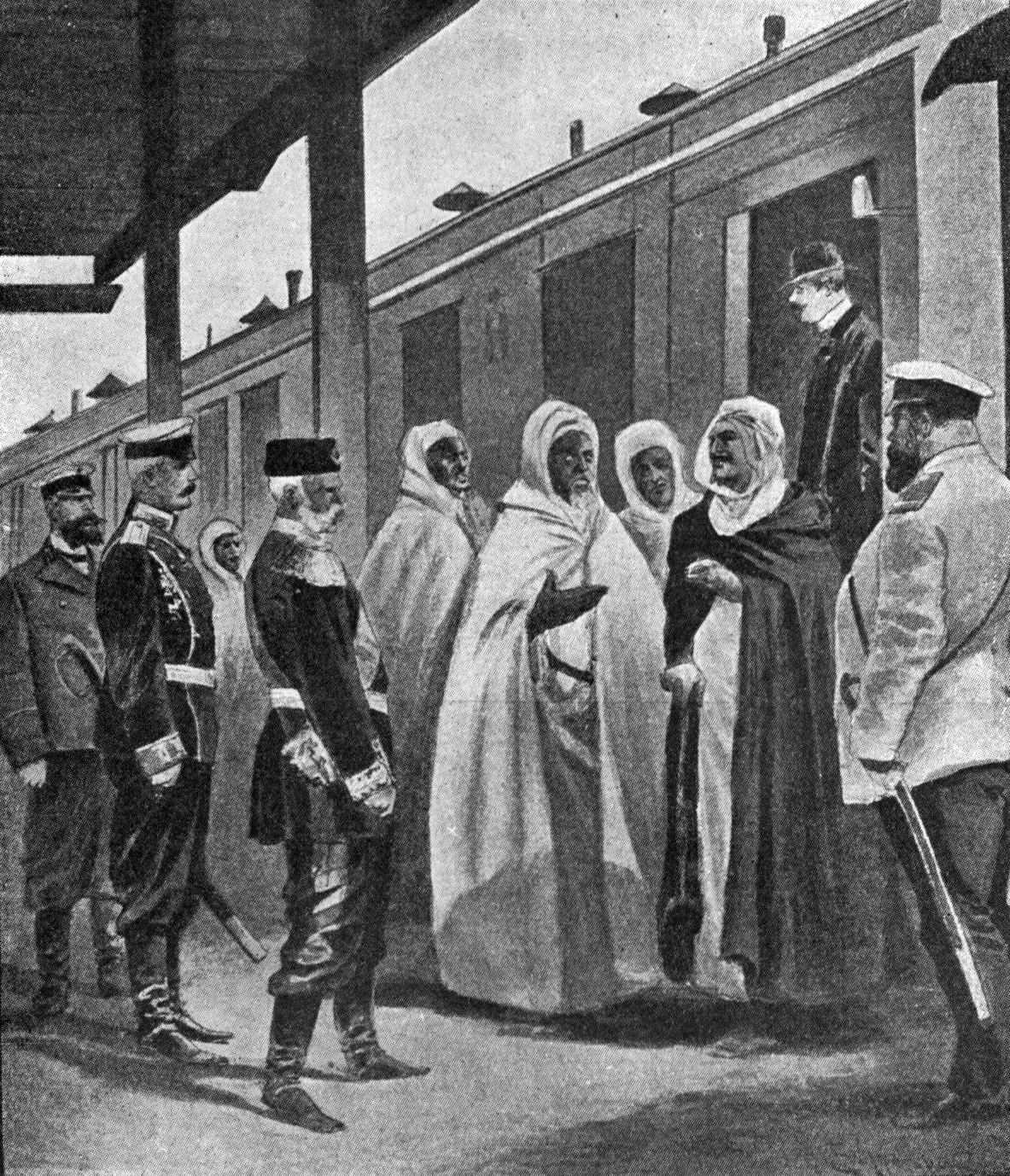
Марокканское посольство в Москве в 1901 году

### Российская империя и Марокко
Развитие российско-марокканских отношений началось ещё в 1777 году по инициативе марокканского султана Мохаммеда III бен Абдаллаха, который предложил российской императрице Екатерине II установить контакты и наладить торговый обмен между двумя странами.
В ноябре 1897 года в Танжере стало функционировать генеральное консульство Российской империи. Первым дипломатическим представителем России в Марокко стал Василий Романович Бахерахт (в ранге министра-резидента), в 1907 году его сменил П. С. Боткин.
Возможно, надеясь опереться на Российскую империю в своём стремлении сохранить независимость страны, султан Мулай Абд аль-Азиз направил летом 1901 г. посольство к императору Николаю II.. Порты Марокко посещали русские военные корабли — в 1897 году броненосец «Петропавловск», а в 1904 году в Танжер вошла Тихоокеанская эскадра. В 1912 году Марокко стало протекторатом и русская миссия осталась только в Танжере.

### Марокко и СССР/РФ
Дипломатические отношения между СССР и Марокко были установлены 1 сентября 1958 года. Уже 10 октября 1961 года Марокко посетил Л. И. Брежнев, а в октябре 1966 года в Москве побывал король Хасан II. 30 декабря 1991 Марокко заявило о признании Российской Федерации правопреемницей СССР, руководители двух стран неоднократно обменивались визитами.
В марте 2002 года председатель Совета Федерации РФ Сергей Миронов посетил Марокко, где принял участие в заседании 107-й конференции межпарламентского союза /МПС/, который прошёл в г. Марракеше.
Переломным моментом в отношениях РФ и Марокко стал октябрь 2002 года, когда король Мухаммед VI нанёс официальный визит в Москву. Индикатором политической значимости этого визита стал тот факт, что последний визит в Москву марокканского монарха Хасана II состоялся в 1966 году. Результатом визита стало подписание ряда документов о сотрудничестве между двумя странами.
22 ноября 2005 года министр иностранных дел РФ Сергей Лавров, в рамках поездки по странам Северной Африки посетил Марокко, где был принят королём Мухаммедом VI.
7 сентября 2006 года президент РФ Владимир Путин с официальным визитом посетил Марокко. Церемония встречи Владимира Путина с королём Мухаммедом VI состоялась в Касабланке. Президента РФ сопровождала большая делегация российских бизнесменов. В ходе данного визита состоялось заседание Российско-Марокканского делового совета.

## Российская община в Марокко
До 1920 года российская община не превышала здесь двух десятков человек. Гражданская война в России привела к её значительному росту — преимущественно прибывали представители элиты (в частности, титулованного дворянства), многие из которых заняли довольно высокие посты или организовали своё дело.
В 1946—1950 годах вторая волна эмиграции в Марокко составила более 2-х тысяч человек, значительную часть которых составляли эмигранты первой волны из стран Восточной Европы, бежавшие от страха перед социализмом.

## Экономическое сотрудничество
В октябре 2017 года в Рабате, в преддверии визита премьер-министра РФ Дмитрия Медведева в Марокко, прошёл бизнес-форум, на котором присутствовали представители около 20 российских компаний, работавших в сфере энергетики, транспорта, сельского хозяйства, фармацевтики и других сферах. По заявлению министра сельского хозяйства Марокко Азиза Аханнуша сельскохозяйственная продукция составляет 97% всего марокканского экспорта в Россию. Во время выступления на форуме, министр отметил, что «в 2016 году Марокко импортировало в Россию 351 000 тонн сельскохозяйственной продукции. Кроме того, в прошлом году королевство стало крупнейшим поставщиком помидоров в Россию». «Кроме того, Марокко поставляет на российский рынок большие партии цитрусовых. Я знаю, например, что российские потребители очень любят марокканские мандарины». «Отношения между Марокко и Россией становятся как никогда крепкими и вселяют большие надежды на будущее», – добавил министр.
11 октября в Рабате премьер-министр РФ Дмитрий Медведев и премьер-министр Марокко Саадеддин Османи подписали соглашения о начале сотрудничества в военной, экономической и политической сферах, а также в сфере безопасности. После подписания соглашений на пресс-конференции Д. Медведев заявил, что «отношения между Россией и Марокко вступили в новую фазу со времени последнего визита короля Марокко Мухаммеда VI в Москву в марте 2016 года». Далее он добавил: «Марокко остается нашим стратегическим партнером в арабском мире и Африке в целом».
Российский премьер-министр также подчеркнул намерение своей страны увеличить объём инвестиций в Марокко и развивать экономические отношения с Королевством, особенно в секторах сельского хозяйства, энергетики и природного газа. Со своей стороны, марокканский премьер-министр заявил, что его страна «оптимистично настроена в отношении новой динамики отношений с Россией».
Примечательно, что объём торговли Марокко с РФ вырос примерно с $200 миллионов в 2001 году до $2,5 миллиардов в 2016 году. В 2016 году Россия заняла девятое место в списке стран-экспортёров Королевства Марокко и 22 место среди стран-импортёров.

## Сотрудничество в сфере науки и образования
В декабре 2001 года российская ракета-носитель «Зенит-2» вывела на орбиту первый марокканский спутник «Марок-Тубсат».

## Сотрудничество в сфере туризма
Интерес Марокко к России также затрагивает сферу туризма. В этом отношении Марокко в 2005–2006 гг. изменило систему выдачи виз с Россией, и некоторые российские инвестиции даже были вложены в развитие этого вида экономической деятельности. Результатом стало увеличение числа российских туристов в стране.